# Sorteo de la Copa América 2015

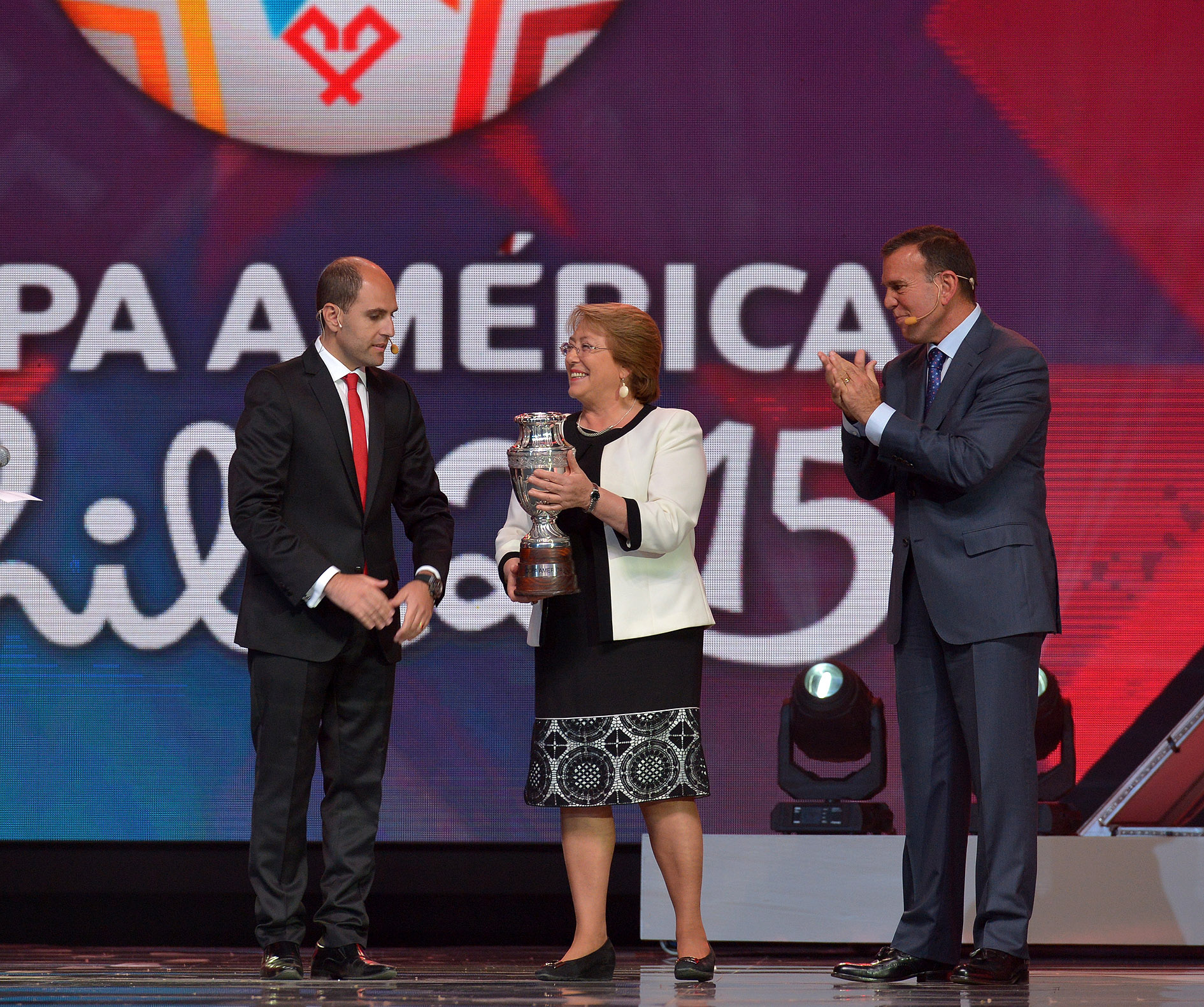
Sorteo de la Copa América Chile 2015.

El sorteo de la Copa América 2015 se realizó el 24 de noviembre de 2014 en el Anfiteatro de la Quinta Vergara de la ciudad de Viña del Mar.

## Metodología
Los equipos cabezas de serie fueron Chile, Argentina y Brasil que estuvieron ubicados en los grupos A, B y C respectivamente. 
 El primer sorteado de cada bolillero irá al Grupo A, el segundo al Grupo B, y el quedante al C.
| Cabezas de serie       | Bombo 2                 | Bombo 3               | Bombo 4                   |
| ---------------------- | ----------------------- | --------------------- | ------------------------- |
| Chile Argentina Brasil | Colombia Uruguay México | Ecuador Perú Paraguay | Venezuela Bolivia Jamaica |

## Desarrollo
En el sorteo estuvieron varios técnicos de los seleccionados participantes y también Iván Zamorano, Carlos Gamarra, Leonardo Rodríguez y Elías Figueroa. Así mismo estuvieron presentes la mayoría de los presidentes de las distintas asociaciones o más bien mandaron a algún representante de alto rango.
La conducción quedó a cargo de Tonka Tomicic y Martín Cárcamo y se montó un espectáculo en el que se presentó la cantante chilena Ana Tijoux.
Luego de los distintos espectáculos se realizó el sorteo definitivo de grupos.

## Resultado del sorteo
| Grupo A | Grupo B   | Grupo C   |
| ------- | --------- | --------- |
| Chile   | Argentina | Brasil    |
| México  | Uruguay   | Colombia  |
| Ecuador | Paraguay  | Perú      |
| Bolivia | Jamaica   | Venezuela |